# Gunnar Nielsen (athlétisme)
Pour les articles homonymes, voir Nielsen.
Gunnar Nielsen, né le 25 mars 1928 à Copenhague et décédé le 29 mai 1985 dans la même ville, est un athlète danois spécialiste du demi-fond. Affilié au København IF (da), il mesurait 1,84 m pour 78 kg.

## Biographie
Le 6 septembre 1955 à Oslo lors du Bislett Games, Gunnar Nielsen et László Tábori égalent le record du monde du 1 500 mètres en 3 min 40 s 8, record établi par le Hongrois Sándor Iharos le 28 juillet de la même année.

### Palmarès
| Date | Compétition           | Lieu      | Résultat | Épreuve | Performance  |
| ---- | --------------------- | --------- | -------- | ------- | ------------ |
| 1952 | Jeux olympiques d'été | Helsinki  | 4e       | 800 m   | 1 min 49 s 7 |
| 1954 | Championnats d'Europe | Berne     | 2e       | 1 500 m | 3 min 44 s 4 |
| 1956 | Jeux olympiques d'été | Melbourne | 10e      | 1 500 m | 3 min 45 s 0 |

### Records
| Épreuve      | Performance  | Lieu                | Date             |
| ------------ | ------------ | ------------------- | ---------------- |
| 800 mètres   | 1 min 47 s 5 |                     | 1955             |
| 1 500 mètres | 3 min 40 s 8 | Oslo, Bislett Games | 6 septembre 1955 |